# تاکائو ناکانو
تاکائو ناکانو (انگلیسی: Takao Nakano؛ زادهٔ ۱۵ مهٔ ۱۹۶۲) کارگردان فیلم، بازیگر، و فیلم‌نامه‌نویس اهل ژاپن است.